# تشراغ تبة عليا
تشراغ‌ تبة عليا هي قرية في مقاطعة تكاب، إيران. عدد سكان هذه القرية هو 101 في سنة 2006.